# 阿尔维斯总统镇
阿尔维斯总统镇是巴西圣保罗州的一个市镇。总面积288.57平方公里，总人口4390人，人口密度15.2人/平方公里。